# Johann Nepomuk von Kurz
Johann Nepomuk Menrad Edler von Kurz (* 27. Februar 1783 in München; † 13. Januar 1865 ebenda) war der Begründer der ersten Unterrichts-, Erziehungs- und Beschäftigungsanstalt für krüppelhafte Kinder beyderley Geschlechts.

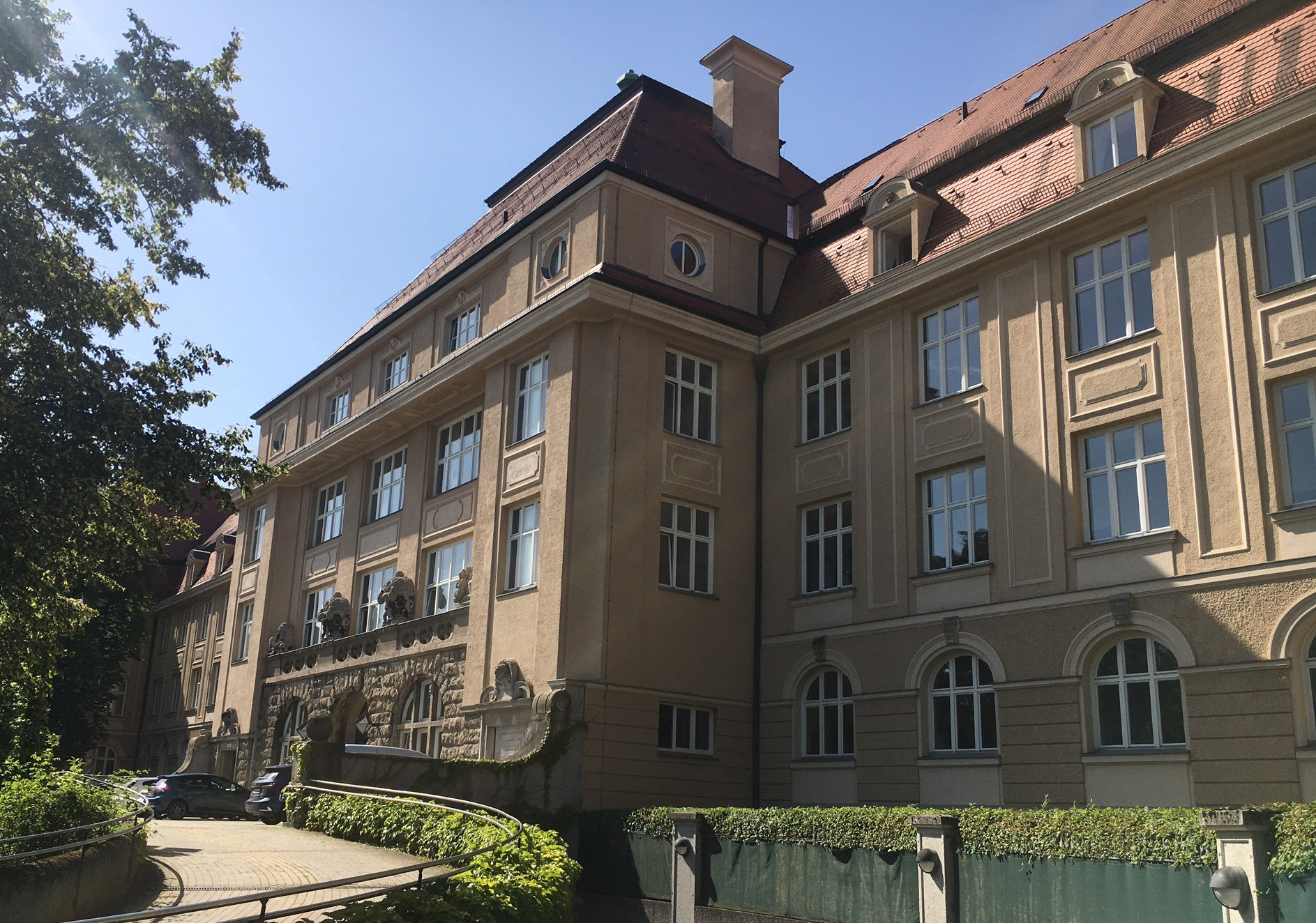
Haupteingang Bayerische Landesschule für Körperbehinderte, Kurzstr.

## Leben und Wirken

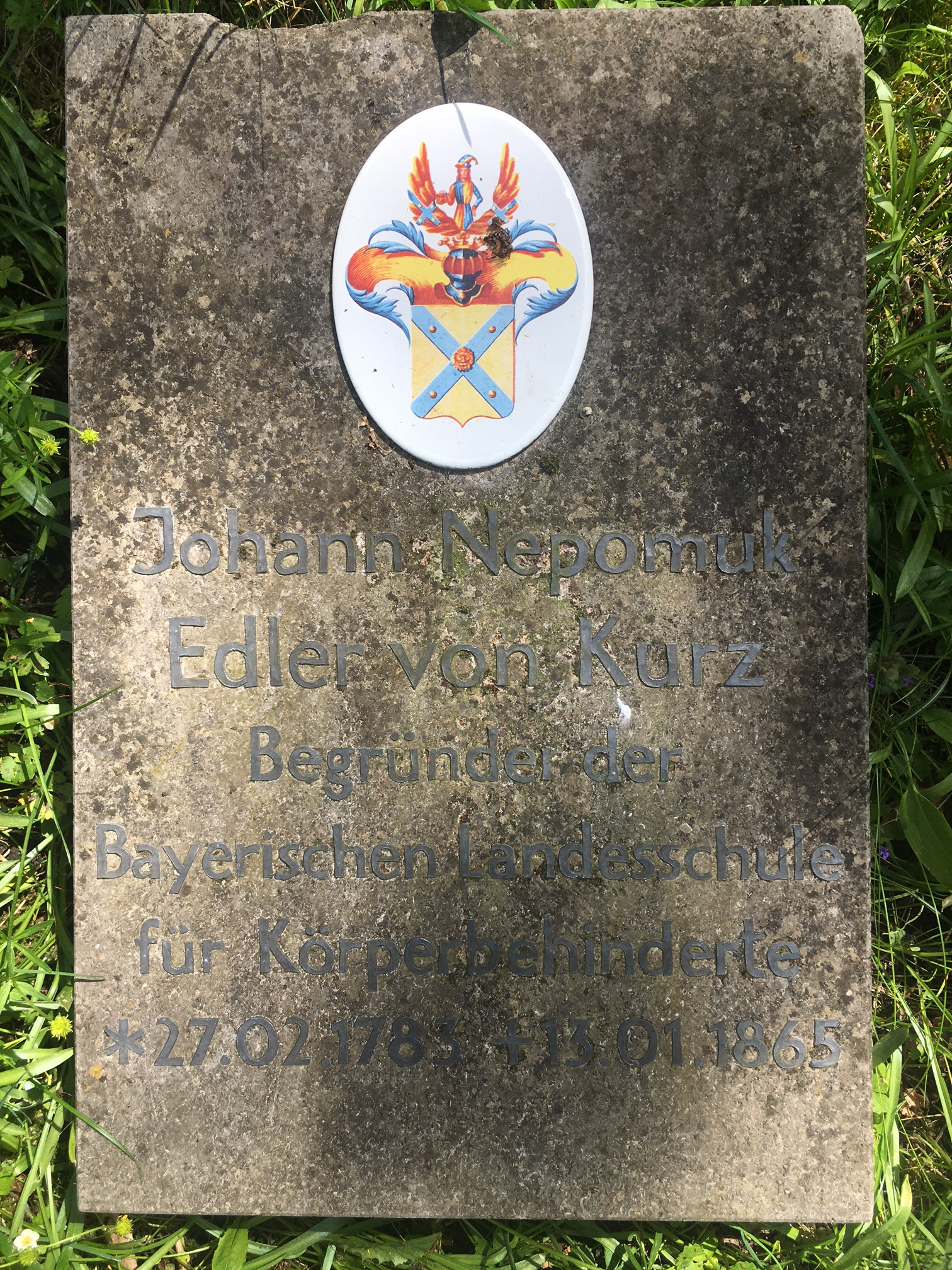
Grabstätte von Johann Nepomuk Kurz

Seine Eltern waren der Kurfürstliche Hofkämmerer Menrad von Kurz (am 4. Mai 1789 in den kurfürstlich pfalzbayerischen Adelstand erhoben) und Juliana von Kurz (geb. Zebuloch). Nach einem Gymnasial-Studium und einem Studium der Philosophie übernahm er März 1806 die Stelle als Dessinateur (Musterzeichner) am Militärisch topographischen Bureau in München. 1810 heiratete er Regina del Moro. Dem Ehepaar wurden sieben Kinder (vier Töchter und drei Söhne) geboren. Nach vorzeitiger Versetzung in den Ruhestand, Kurz war in den Verdacht geraten, für ein 'Kassenmanko' in seinem Arbeitsbereich verantwortlich zu sein betätigte er sich als Fabrikant zur Herstellung wasserdichter Gegenstände aus Papiercaché und Carton pièrre. Am 31. Oktober 1832 richtete er einen Antrag an König Ludwig I. zur Gründung eines Instituts welches aus einer technischen Vakanz-Industrie-Schule für Knaben, dann einer bildenden technischen Beschäftigungs-Anstalt, für arme und besonders für verkrüppelte Kinder beyderley Geschlechts. Er startete sein Unternehmen mit sechs Kindern im Alter zwischen 12 und 14 Jahren in seiner Privatwohnung am Rindermarkt 4 in München. Königin Karoline und König Ludwig I. sowie 1840 Erzbischof Lothar Karl Anselm Joseph Freiherr von Gebsattel besuchten die von Kurz’sche Einrichtung. Auf Wunsch von Johann Nepomuk Edler von Kurz 1844 übernahm der Staat diese Anstalt. Sie nannte sich Königlich Bayerische Erziehungsanstalt für krüppelhafte Kinder. Der Gründer der Anstalt hatte gehofft, die Leitung behalten zu können. Der Bayerische Staat fand ihn jedoch gegen seinen Wunsch mit einer kleinen Pension ab. Die einstige Krüppelanstalt besteht heute noch als Bayerische Landesschule für Körperbehinderte e. V.
Johann Nepomuk Edler von Kurz verstarb völlig verarmt. Er hatte den größten Teil seines Vermögens in die von ihm gegründete Einrichtung investiert. Sein bescheidenes Grab befindet sich auf dem Alten Südfriedhof in München.

## Würdigung
Die Gründung der Bildungsanstalt für Körperbehinderte durch Johann Nepomuk Edler von Kurz gilt als erste berufliche Eingliederungsstätte, in der Jugendliche mit Behinderung versuchten, ihren Lebensunterhalt selbst zu bestreiten, beispielsweise durch Herstellung von Pappmaché-Produkten, dem Bemalen von Gegenständen und dem Herstellen einfacher Kinderspielwaren. Zuvor und nach Bedarf parallel zu den Arbeiten wurden die Kinder und Jugendlichen auf verschiedenem Gebiet unterrichtet und angeleitet, vor allem in einer Art Vorform der Hauswirtschaftslehre. Ziel war allerdings damals noch nicht Teilhabe oder Gewährleisten einer Tagesstruktur, sondern an erster Stelle Bewahren und Schützen vor schlechten Einflüssen bzw. religiös gesehen, vor Sünde, aber auch Müßiggang und konnotierten Folgen. Die Einrichtung bildete zwar nicht aus, bereitete aber mittels Ausbildung für eine Berufstätigkeit vor. Die allermeisten Behinderten hatten vor Eintritt die Volksschule abgeschlossen, konnten nach Verlassen der Einrichtung eine Lehre beginnen oder ihren Unterhalt als Fabrikarbeiter, Landarbeiter oder im Aufsichtsdienst bestreiten.
Die von Nepomuk Edler von Kurz gegründete Anstalt  für krüppelhafte Kinder […] markiert […] einen bedeutsamen Meilenstein in der Geschichte der Heilpädagogik, da er erstens schon frühzeitig auf die Klientel der Schwerbehinderten verweist, für die Bildung, Erziehung und berufliche Eingliederung durch besondere Erschwernisse beeinträchtigt sind und zweitens den berufspädagogischen Aspekt thematisiert, also die Frage nach der 'Zeit nach der Schule' aufwirft – eine Frage, die bis in die Gegenwart konstitutiv  für das Selbstverständnis der Sonderpädagogik und ihrer Fachrichtung ist.
In Ingolstadt trägt ein Förderzentrum für körperliche und motorische Entwicklung seinen Namen. In München widmet sich die Johann Nepomuk Stiftung den vielfältigen, satzungsgemäßen Aufgaben die sich der Förderung und Betreuung körperbehinderter Menschen nach Ende der Schulzeit annehmen. Hierzu werden Betreuungsmöglichkeiten sowie Wohnmöglichkeiten angeboten, die durch ein breit angelegtes Freizeitangebot und Aktivwochen sinnvoll ergänzt werden. In München ist eine Straße nach ihm benannt.

## Schriften
- Einladung. In: Die bayerische Landbötin, 15, 4. Februar 1840, S. 130
- Statuten der von dem Conservator von Kurz in München begründeten technischen Industrie-Anstalt für krüppelhafte Kinder. In: Intelligenzblatt von Unterfranken und Aschaffenburg, 82, 16. Juli 1840, S. 437–438
- Einladung. In: Intelligenzblatt von Unterfranken und Aschaffenburg, 82, 16. Juli 1840, S. 438–440; G., J.: Bayern, in: Der Bayerische Eilbote, 152, 19. Dezember 1841, S. 1213–1214;
- Kurze Abhandlung über den Bestand, den Zweck, das Wirken und den Nutzen der ehemaligen Conservator von Kurz’schen Praktisch-technisch-industriellen Privat-, Unterrichts-, Erziehungs- und Beschäftigungs-Anstalt für arme, krüppelhafte Kinder in München, nunmehr königlich bayerisches Erziehungs- und Unterrichts-Institut für krüppelhafte Knaben, bisher die einzige der Art in Deutschland. Eine praktisch-technische Industrie-Schule, Volksbildungs-Institut, Bewahr- und Rettungs-Anstalt für arme, verwahrloste Kinder; im Jahre 1832 größtentheils aus Privatmitteln gegründet und bis zur Uebernahme auf Staatskosten am 25. Mai 1844 daher zwölf Jahre lang mit anerkannt glücklichem und wirksamsten Erfolg aufrecht erhalten von dem königlich bayerischen quiescirten topographischen Conservator Johann Nepomuk Edler von Kurz als Gründer, Vorstand und technischer Lehrer, Bürger und Fabrikant; nebst den Beilagen Lit. A bis H, München 1856